# Franklin Nyenetue
Franklin Daliba "Daddys Boy" Nyenetue (16 novembre 2000) è un calciatore norvegese, attaccante dell'Egersund, in prestito dal Kristiansund BK.

## Biografia
Nyenetue ha spiegato che il suo secondo nome, Daddys Boy, deriva da Daliba: lo ha cambiato al suo arrivo in Norvegia, proveniente dalla Liberia assieme alla famiglia, all'età di 3 anni.

## Carriera

### Club
A livello giovanile, Nyenetue ha giocato prima per il Tangmoen, per passare successivamente allo Stjørdals-Blink e poi al Rosenborg. Con quest'ultima squadra, ha vinto il Norgesmesterskapet G19 2019. Non ha giocato alcuna partita con la prima squadra del Rosenborg, limitandosi ad un'apparizione in panchina in data 30 luglio 2020, in occasione della vittoria per 3-0 arrivata sul Viking, sfida valida per l'11ª giornata dell'Eliteserien.
Il 1º ottobre 2020 è stato reso noto il suo ritorno allo Stjørdals-Blink, compagine all'epoca militante in 1. divisjon. Ha debuttato in squadra il 3 ottobre, quando ha sostituito Marius Augdal e ha trovato un gol nella sconfitta interna per 1-4 subita contro il Lillestrøm.
Il 1º marzo 2021, Nyenetue ha firmato un contratto valido fino al 31 dicembre 2024 con il Sandefjord, formazione dell'Eliteserien. Ha esordito con la nuova casacca il 16 maggio, quando è stato impiegato da titolare nella sconfitta interna per 0-3 subita contro il Mjøndalen. Non ha realizzato nessun gol in campionato in quella stagione. Ha segnato le prime reti per il Sandefjord in data 23 aprile 2022, con una doppietta nel successo per 0-5 sul campo dello Strømsgodset.
Il 25 gennaio 2024 è stato ufficializzato il suo passaggio al Kristiansund BK: ha firmato un accordo valido fino al 31 dicembre 2026. Il 1º marzo successivo ha giocato il primo incontro in squadra, sostituendo Heine Bruseth nella vittoria per 2-3 in casa del Lillestrøm.
Il 1º agosto 2025 è passato all'Egersund con la formula del prestito.

## Statistiche

### Presenze e reti nei club
Statistiche aggiornate al 1º agosto 2025.
| Stagione               | Club                   | Campionato             | Campionato | Campionato | Coppe nazionali | Coppe nazionali | Coppe nazionali | Coppe continentali | Coppe continentali | Coppe continentali | Supercoppe | Supercoppe | Supercoppe | Totale | Totale |
| Stagione               | Club                   | Comp                   | Pres       | Reti       | Comp            | Pres            | Reti            | Comp               | Pres               | Reti               | Comp       | Pres       | Reti       | Pres   | Reti   |
| ---------------------- | ---------------------- | ---------------------- | ---------- | ---------- | --------------- | --------------- | --------------- | ------------------ | ------------------ | ------------------ | ---------- | ---------- | ---------- | ------ | ------ |
| gen.-set. 2020         | Rosenborg              | ES                     | 0          | 0          | -               | -               | -               | -                  | -                  | -                  | -          | -          | -          | 0      | 0      |
| ott.-dic. 2020         | Stjørdals-Blink        | 1D                     | 9+1        | 1+0        | -               | -               | -               | -                  | -                  | -                  | -          | -          | -          | 10     | 1      |
| 2021                   | Sandefjord             | ES                     | 23         | 0          | CN              | 2               | 1               | -                  | -                  | -                  | -          | -          | -          | 25     | 1      |
| 2022                   | Sandefjord             | ES                     | 27+2       | 2+1        | CN              | 4               | 1               | -                  | -                  | -                  | -          | -          | -          | 33     | 4      |
| 2023                   | Sandefjord             | ES                     | 23         | 6          | CN              | 0               | 0               | -                  | -                  | -                  | -          | -          | -          | 23     | 6      |
| Totale Sandefjord      | Totale Sandefjord      | Totale Sandefjord      | 73+2       | 8+1        |                 | 6               | 2               |                    | -                  | -                  |            | -          | -          | 81     | 11     |
| 2024                   | Kristiansund BK        | ES                     | 16         | 0          | CN              | 3               | 0               | -                  | -                  | -                  | -          | -          | -          | 19     | 0      |
| gen.-ago. 2025         | Kristiansund BK        | ES                     | 2          | 0          | CN              | 4               | 0               | -                  | -                  | -                  | -          | -          | -          | 6      | 0      |
| Totale Kristiansund BK | Totale Kristiansund BK | Totale Kristiansund BK | 18         | 0          |                 | 7               | 0               |                    | -                  | -                  |            | -          | -          | 25     | 0      |
| ago.-dic. 2025         | Egersund               | 1D                     | 0          | 0          | CN              | -               | -               | -                  | -                  | -                  | -          | -          | -          | 0      | 0      |
| Totale                 | Totale                 | Totale                 | 100+3      | 9+1        |                 | 13              | 2               |                    | -                  | -                  |            | -          | -          | 116    | 12     |

## Palmarès

### Club

#### Competizioni giovanili
- Norgesmesterskapet G19: 1

Rosenborg: 2019